# Карпович, Николай Владимирович
Николай Владимирович Карпович (бел. Мікалай Уладзіміравіч Карповіч, 16 сентября 1926, Ситцы, Докшицкий район, Витебская область 8 января 1992) — работник сельского хозяйства, Герой Социалистического Труда (1972).

## Биография
Участник Великой Отечественной войны. С 1950 года работал секретарём Порплищенского сельского совета, с 1952 года — счетоводом, а с 1953 года — бригадиром полеводческой бригады совхоза «Ситцы» Докшицкого района. Урожайность зерновых в полеводческой бригаде «Ситцы» в 1970-е годы достигла более 40 центнеров с гектара.
Звание Героя Социалистического Труда присвоено в 1972 году за увеличение производства сельскохозяйственной продукции в 9-й пятилетке.
Умер 8 января 1992 года.

## Награды
- Герой Социалистического Труда (1972);
- Орден Ленина;
- Орден «Знак Почёта»;
- Орден Отечественной войны II степени.